# Viola scabra
Viola scabra är en violväxtart som beskrevs av Carl Friedrich Wilhelm Braun. Viola scabra ingår i släktet violer, och familjen violväxter. Inga underarter finns listade i Catalogue of Life.